# Oksusov zaklad
Oksusov zaklad (perzijsko گنجینه آمودریا) je zbirka približno 180 ohranjenih kovinskih kosov iz zlata in srebra, večina sorazmerno majhnih, in okoli 200 kovancev iz perzijskega obdobja Ahemenidov, ki so bili najdeni ob reki Oxus okoli 1877–1880. Natančen kraj in datum najdbe ostajata nejasna, vendar se pogosto domneva, da je blizu Kobadijana. Verjetno je bilo veliko drugih kosov iz zaklada pretopljenih za plemenite kovine; zgodnja poročila kažejo, da je bilo prvotno približno 1500 kovancev, in omenjajo vrste kovinskih izdelkov, ki niso med ohranjenimi deli. Kovinski deli naj bi izvirali iz 6. do 4. stoletja pr. n. št., vendar kovanci kažejo širši razpon, pri čemer nekateri od tistih, za katere se domneva, da pripadajo zakladu, izvirajo iz okoli leta 200 pr. n. št. Najverjetnejši izvor zaklada je, da je pripadal templju, kjer so bile dolgo časa odložene votivne daritve. Kako je prišlo do deponiranja, ni znano.
Kot skupina je zaklad najpomembnejše preživetje nekdaj ogromne proizvodnje ahemenidskega dela v plemenitih kovinah. Prikazuje zelo širok razpon kakovosti izvedbe, s številnimi zlatimi votivnimi ploščami, ki so bile večinoma grobo izdelane, nekatere so morda izdelali donatorji sami, medtem ko so drugi predmeti odlične kakovosti, verjetno tiste, ki jo je pričakoval dvor.
Britanski muzej ima zdaj skoraj vse ohranjene kovinske izdelke, eno od parov zapestnic z glavami grifona, ki si jih je izposodil v Muzeju Viktorija in Albert, in jih prikazuje v sobi 52. Skupina je v muzej prispela po različnih poteh, s številnimi predmeti, ki jih je zapustil narodu Augustus Wollaston Franks. Kovanci so bolj razpršeni in jih je težje trdno povezati z zakladom. Skupina, ki naj bi izhajala iz nje, je v muzeju Ermitaž v Sankt Peterburgu, primere pa imajo tudi druge zbirke.

## Predmeti
Ahemenidski slog je nastal hitro z zelo hitro rastjo ogromnega cesarstva, ki je pogoltnil umetniška središča starodavnega Bližnjega vzhoda in velik del grškega sveta ter mešal vplive in umetnike iz teh. Čeprav je pogosto mogoče zaznati nenehne vplive iz teh virov, so Ahemenidi oblikovali svoj lasten slog.
Zapestnice z glavami grifonov iz zaklada so značilne za dvorni slog Ahemenidske Perzije od 5. do 4. stoletja pr. n. št. Zapestnice podobne oblike kot tiste iz zaklada vidimo na reliefih iz Perzepolisa, ki so jih podarjali kot poklon, medtem ko Ksenofont piše, da so bile naramnice (med drugim) častna darila na perzijskem dvoru. Vložki iz stekla, emajla ali poldragih kamnov v votlih prostorih zapestnic so zdaj izgubljeni.
Sir John Boardman meni, da je zlata nožnica, okrašena z drobnimi figuricami, ki prikazujejo lov na leve, predahemenidsko delo iz Medije okoli 600 pr. n. št., ki temelji na asirskih slogih, čeprav se drugi učenjaki ne strinjajo, Britanski muzej pa jo še naprej datira v 5. oz. 4. stoletja.
Ohranjene predmete, negotov delež prvotnih najdb, lahko razdelimo v več skupin.

### Skulpture
Obstaja več majhnih figuric, od katerih so bile nekatere morda ločene od večjih predmetov. Videti je, da posamezne moške figure prikazujejo častilce in ne božanstva. Največji je najbolj nenavaden za perzijsko umetnost, saj prikazuje golega mladeniča (v srebru), ki stoji v formalni pozi, z velikim stožčastim klobukom, prekritim z zlato folijo. Kipec kaže grški vpliv v figuri in dejstvu, da je gol, vendar ni značilen za starogrško umetnost. Dve votli zlati glavi mladih moških, precej grobo izdelani, sta verjetno pripadali sestavljenim kipom z glavnim telesom iz lesa ali kakšnega drugega materiala. Ena figura v srebru in zlatu ima pokrivalo, ki nakazuje, da je morda kralj.
Drugi kiparski predmeti vključujejo dva modela vozov v zlatu, enega nepopolnega, plus figure konja in jezdeca, ki lahko pripadata tej ali drugi skupini modelov, kot lahko dva druga konja, izrezana iz zlate pločevine. Kolesa celotnega voza bi se prvotno prosto vrtela in v antiki so ga vsaj enkrat popravili. Vlečejo ga štirje konji (precej majhni in med njimi je preživelih le devet nog) in nosi dve figuri, voznika in sedečega sopotnika, oba nosita tork. Kočija ima na odprtem zadnjem delu oprijemala za pomoč pri vstopanju in izstopanju, medtem ko trdni sprednji del nosi obraz zaščitnega egipčanskega boga škrata Besa. Poskočni kozorog je bil verjetno ročaj vaze tipa amfore in ga je mogoče primerjati z ročaji, prikazanimi na posodah za poklon v reliefih iz Perzepolisa, kot tudi primer, ki je zdaj v Louvru.

### Nakit in okovje
Dve zapestnici ali rokavica z glavo grifona sta najbolj spektakularna kosa daleč naokoli, čeprav nimata kamnitih vložkov. Obstajajo številne druge zapestnice, nekatere morda ogrlice za ovratnik, več jih je s preprostejšimi živalskimi glavami, ki prikazujejo koze, kozoroge, ovce, bike, race, leve in fantastična bitja. Mnoge imajo vložke ali prazne celice zanje; nekoč se je mislilo, da je bila ta tehnika pridobljena iz staroegipčanskega nakita (kot v nekaterih Tutankamonovih grobnih pridatkih), vendar so zdaj znani asirski primeri. Obstaja 12 prstanov z ravnimi okvirji, vgraviranimi za uporabo kot pečatni prstani, in dva kamnita cilindrična pečata, na enem je fino izklesan bojni prizor.
Zapestnice z glavami grifonov so bile tudi najbolj zapleteni predmeti za izdelavo, saj so bile ulite iz več elementov, nato obdelane v številnih različnih tehnikah in spajkane. Nekatere površine so zelo tanke in kažejo znake poškodb, na enem mestu pa jih je treba popraviti s spajkanim obližem.
»Zlata ploščica v obliki levjega grifona s telesom kozoroga in repom v obliki lista« z manjkajočim vložkom ima zadaj dva roglja za pritrditev in je morda bila okras za kapo ali lase ali del predmeta. Noge živali so zložene pod njenim telesom na način, ki je značilen za skitski živalski slog južnih ruskih step, vpliv pa je viden tudi v drugih delih, kot je prstan z levom.
Stiliziran okras v obliki ptičje glave je mogoče prepoznati, kot je fino okrašena nožnica "sredinske" oblike, zelo podobna tistemu vojaka iz reliefa iz Perzepolisa, kjer tvori grb njegovega loka. Zdi se, da so to edini predmeti, povezani z orožjem, čeprav so drugi kosi morda krasili konjsko jermensko opremo. Druga skupina ploščic so bili verjetno brakteat, namenjeni šivanju na oblačila skozi majhne luknjice ob robovih. Imajo različne motive, vključno z obrazom egiptovskega boga škratov Besa, levjim grifonom, sfingo in izrezano figuro, ki očitno prikazuje kralja (glej spodnjo ilustracijo; Bes je v sredini zgornje vrstice, kralj desno spodaj).

### Votivne plošče
Britanski muzej ima 51 tankih zlatih plošč z vrezanimi motivi, ki veljajo za votivne plošče, ki so jih bhakte pustili v templju kot daritev božanstvu. Večinoma so pravokotne oblike z vzorci v navpičnem formatu in so visoke od 2 do 20 cm. Večina prikazuje eno samo človeško figuro, obrnjeno v levo, mnogi nosijo šop vejic, imenovanih barsom, ki se uporabljajo pri darovanju; te verjetno predstavljajo ponudnika. Obleka figur prikazuje tipe, ki jih sodobni zgodovinarji poznajo kot 'medijske' in 'perzijske', kakovost izvedbe pa je večinoma razmeroma nizka, vendar se zelo razlikuje, pri čemer se zdi, da so  nekatere zarezali amaterji. Tri prikazujejo živali, konja, osla in kamelo; verjetno je bilo predmet daritve njihovo zdravje. Ena velika figura je v plitkem reliefu znotraj svojega vrezanega obrisa (na sliki).

### Posode
Londonska skupina vključuje sklede, zlat vrč in ročaj iz vaze ali kozarca v obliki skakajočega kozoroga, ki je podoben krilatemu ahemenidskemu ročaju v Louvru. Posode za pitje iz ritona niso bile najdene, vendar ima Britanski muzej dva druga ahemenidska primerka, eden se konča z glavo grifona, podobno tisti na zapestnicah v zakladu. Votla zlata ribica, ki očitno predstavlja vrsto krapov, ki jih najdemo samo v Oxusu, ima luknjo na ustih in zanko za obešanje; morda je vsebovala olje ali parfum ali pa je visela kot eden od skupin obeskov.

### Kovanci
Povezava ohranjenih kovancev z zakladom je manj splošno sprejeta kot pri drugih predmetih in O. M. Dalton iz Britanskega muzeja, avtor monografije o zakladu, ni bil pripravljen identificirati nobenih posebnih kovancev kot del zaklada, medtem ko Sir Alexander Cunningham (glej spodaj) se ni strinjal in identificiral okoli 200. Ruski učenjak E.V. Zeymal je povezal 521 ohranjenih kovancev z zakladom, ne da bi podaljšal terminus post quem za odlaganje zaklada onkraj Cunninghamove številke okoli leta 180 pr. n. št. [27]. Kovanci, povezani z zakladom, vključujejo primerke iz različnih ahemenidskih kovnic in datumov, pa tudi poznejše iz obdobja po osvojitvi cesarstva s strani Aleksandra Velikega, zadnji pa iz obdobja vladavine Antioha Velikega (vladal 223–187 pr. n. št.). in Evtidem I. Baktrijski (r. c. 235–200 pr. n. št.).[28]
- Kipec gole mladeniča
- Dve votli glavi, s kipcem morda kralja spredaj
- Vrč in dve skledi

## Zgodovina
Zaklad so očitno odkrili lokalni prebivalci nekje na severnem bregu Oxusa v današnjem Tadžikistanu, vendar je bil v 1870-ih letih v emiratu Buhara, ki ga je pogoltnilo Ruski imperij. Tako kot danes je bil južni breg Oxusa Afganistan; v obdobju, ko je zaklad nastal, je bilo celotno območje del Ahemenidskega cesarstva. Približno območje odkritja je dokaj jasno; bilo je blizu, morda kakšne tri milje južno od Takhti-Sangina, kjer so sovjetski arheologi v 20. stoletju izkopali pomemben tempelj, ki je ustvaril veliko število najdb kovinskih izdelkov in drugih predmetov, za katere se zdi, da so bili deponirani od približno 300 pr. n. št. do 3. stoletja našega štetja. Medtem ko je skušnjava povezati tempelj in zaklad, kot so predlagali nekateri učenjaki, se vrsta najdenih predmetov in datum ustanovitve templja, ki so ga predlagali izkopavalci okoli 300 pr. n. št., ne ujemata popolnoma. Območje je bilo glavna starodavna prehodna točka za Oxus in zaklad je morda prišel od dlje.
Prva omemba zaklada v tisku je bil članek v ruskem časopisu leta 1880, ki ga je napisal ruski general, ki je bil leta 1879 na tem območju in je spraševal o transkaspijski železnici, ki so jo Rusi pravkar začeli graditi. Pripovedoval je, da lokalna poročila pravijo, da je bil zaklad najden v ruševinah starodavne utrdbe, imenovane Takht-i Kuwad, ki je bila prodana indijskim trgovcem. Kasnejše poročilo sira Alexandra Cunninghama, britanskega generala in arheologa, ki je bil prvi direktor indijskega arheološkega zavoda, je opisal najdbe, ki so se po njegovih besedah začele leta 1877, kot da so bile v sami reki, »raztresene po pesku«, na mestu, ki je bilo izpostavljeno v sušnem obdobju, čeprav je drugo poročilo, ki ga je podal pozneje, na podlagi novih informacij, zadevo precej zmedlo. Cunningham je veliko kosov pridobil sam prek trgovcev v severni Indiji (sodobni Pakistan). Druga pripoved britanskega generala, ki ima v lasti nekaj predmetov, pravi, da so bili odkriti leta 1876, razkriti zaradi »zdrsa rečnega brega«. Upajoči kopači so še leta zatem nadaljevali z izkopavanjem mesta in morda so še vedno našli predmete; poročila domačinov omenjajo veliko zlatih 'idolov', zlatega tigra in druge predmete, ki se ne ujemajo s preživelimi kosi.
Eno veliko skupino predmetov, morda večji del zaklada, so od domačinov kupili trije trgovci iz Buhare leta 1880, ki so nespametno zapustili svoj konvoj na cesti južno od Kabula do Pešavarja in so jih ujeli pripadniki afganistanskih plemen, ki so njih in njihovo blago odpeljali v hribe, vendar dovolili služabniku trgovcev, da je pobegnil. Novica o tej epizodi je prišla do stotnika Francisa Charlesa Burtona, britanskega političnega častnika v Afganistanu, ki se je takoj odpravil na pot z dvema redarjema. Okoli polnoči naletel na roparje, ki so se že začeli prerivati med seboj, menda zaradi delitve plena, štirje pa so ležali ranjeni na tleh. Zaklad je bil razprostrt po tleh jame, v katero so se zatekli. Burton je v igri pridobil dober del zaklada, kasneje pa še en del, ki ga je vrnil trgovcem. V zahvalo so mu prodali zapestnico, ki jo je leta 1884 prodal Muzeju Viktorije in Alberta (ki je zdaj posojena Britanskemu muzeju) za 1000 funtov. Trgovci so nato nadaljevali v Rawalpindi v sodobnem Pakistanu, da bi prodali preostanek zaklada; Cunningham je pridobil veliko teh kosov, prek trgovcev pa Franks druge. Roparji so predmete očitno imeli za plemenite kovine in so razrezali nekaj večjih, kot je zlata nožnica, ki je zdaj v Britanskem muzeju. Drugi kosi so bili morda razrezani v antiki (na primer srebro) ali po odkritju na mestu. Franks je kasneje kupil Cunninghamovo zbirko in ob svoji smrti leta 1897 vse svoje predmete zapustil Britanskemu muzeju.
Sir Louis Cavagnari je takratnemu indijskemu podkralju Robertu Bulwer-Lyttonu, prvemu grofu Lyttonskemu (sinu pisatelja uspešnic) predstavil nepopoln model voza in ločeno figuro jezdeca. Lyttonovega jezdeca je leta 1931 pridobil Britanski muzej, skupino kočij pa leta 1953

## Verski kontekst
Ahemenidski kralji, vsaj po Kiru Velikem in Kambizu, se na napisih opisujejo kot častilci Ahura Mazde, vendar ni jasno, ali je njihova verska praksa vključevala zoroastrstvo. Očitno je tudi, da ni bil perzijski način vsiljevanja kraljevih verskih prepričanj svojim podložnikom (kot na primer Judom, v katerih verske prakse po tem, ko so bili osvojeni), niso posegali. Drugi perzijski kulti so bili čaščenje Mitre in Zurvana, drugi lokalni kulti pa se zdi, da so se nadaljevali pod cesarstvom. Verski kontekst zaklada ni jasen, čeprav se domneva, da prihaja iz templja.

## Pristnost
Okoliščine odkritja in trgovanja z deli ter njihova raznolikost slogov in kakovost izdelave že od samega začetka vzbujajo nekaj dvomov o njihovi pristnosti in »zahtevajo previdno ravnanje z Oxusovim zakladom, saj je šel skozi kraje zla slovesa in ni mogel priti povsem nepoškodovan«, kot je leta 1905 rekel Dalton. Dalton dejansko zapisuje, da so indijski trgovci sprva izdelovali kopije predmetov in jih poskušali predati Franksu, ki pa je, čeprav ni bil prevaran, nekaj kupil »za majhen odstotek nad vrednostjo zlata« in nato prejel pristne predmete, ki jih je bilo zlahka razločiti. Podobnost predmetov s poznejšimi ahemenidskimi najdbami, ki so bile mnoge izkopane v ustreznih arheoloških pogojih, kar Oksov zaklad zagotovo ni bil, je bila v veliko pomoč. Zlasti najdbe nakita, vključno z rokavicami in torkami, v grobnici v Suzi, ki jo je opravila francoska ekspedicija od leta 1902 dalje (zdaj v Louvru), so zelo podobne najdbam v Oksusu.
Ker je na splošno veljalo, da sta kakovost in slog predmetov prestala preizkus časa, so se pomisleki glede starodavnosti velike večine predmetov z leti zmanjšali. Vprašanje je bilo ponovno oživljeno leta 2003, ko je arheolog Oscar Muscarella, ki je bil 40 let zaposlen v Metropolitanskem muzeju umetnosti v New Yorku, poročal The Times, v zgodbi Petra Watsona, da je zaklad »označil kot večinoma ponarejen«. Vendar ga je napadel direktor Metropolitana Philippe de Montebello, ki je dejal, da je Muscarella, dolgoletni kritik muzejske tolerance in celo spodbujanja trgovine z nezakonitimi starinami, tam ostal le zaradi »nujnosti akademskega staža«, sam pa je bil kritiziran zaradi zatiranja razprave. V članku o zakladu iz Oxusa, objavljenem leta 2003, Muscarella ne gre tako daleč, vendar ostro napada domnevno enotnost zaklada in pripovedi o njegovem poreklu ter je skeptičen do pristnosti nekaterih votivnih plošč (zlasti največje na zgornji ilustraciji). V nadaljnjem članku je John Curtis trdil, da obstaja ogromno sodobnih dokazov, da je bil zaklad odkrit na severnem bregu reke Oxus med letoma 1877 in 1880, in trdi tudi, da je večina, če ne vsi predmeti v zakladu pristen.

## Tadžikistanska vlada
Leta 2007 so poročali, da je Emomalii Rahmon, predsednik Tadžikistana, pozval k vrnitvi zaklada v domovino, kljub dejstvu, da so ga lokalni prebivalci našli in prodali, muzeji pa so ga pridobili na umetniškem trgu. Vendar pa tadžikistanska vlada ni vložila nobene uradne zahteve in leta 2013 je Britanski muzej tadžikistanski vladi predstavil »visokokakovostne zlate replike« kosov iz Oxusovega zaklada, namenjene novemu tadžikistanskemu narodnemu muzeju.